# Gunungtanjung (plaats)
Gunungtanjung is een bestuurslaag in het regentschap Tasikmalaya van de provincie West-Java, Indonesië. Gunungtanjung telt 4351 inwoners (volkstelling 2010).